# 氷川神社 (練馬区石神井台)
氷川神社（ひかわじんじゃ）は、東京都練馬区の神社。地名を冠して石神井氷川神社（しゃくじいひかわじんじゃ）とも称される。石神井公園の南西部に鎮座する。

## 歴史
応永年間（1394年 - 1428年）に創建された。当地の領主だった豊島氏が居城の石神井城の城内に大宮の氷川神社から分霊を勧請して創建された。太田道灌によって石神井城が落城した後は、現在地に移転し、石神井地区の総鎮守となった。
当社の特徴として、境内末社が多いことが挙げられる。榛名・浅間・御嶽・阿夫利・三峰・北野・八幡・御嶽・三島・須賀・稲荷の各社がある。

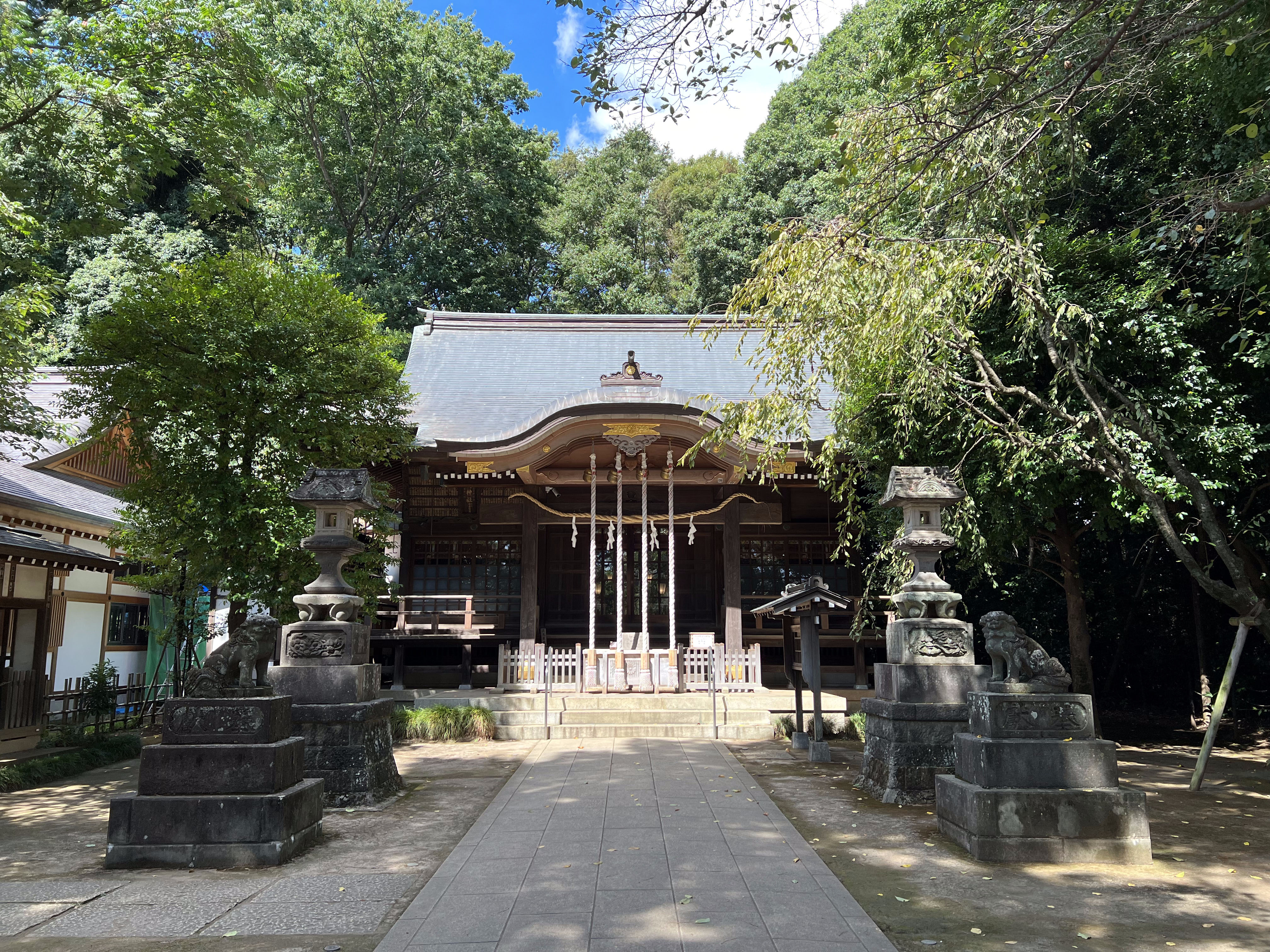
拝殿

## 文化財
- 豊島氏奉納の石燈籠（練馬区指定文化財 平成6年度指定）[3]
- 石神井氷川神社の水盤（練馬区登録文化財 昭和63年度登録）[3]

## 交通アクセス
- 石神井公園駅より徒歩16分。